# Wahlenbergia dieterlenii
Wahlenbergia dieterlenii là loài thực vật có hoa trong họ Hoa chuông. Loài này được (E.Phillips) Lammers miêu tả khoa học đầu tiên năm 1995.